# Tư Khê
Tư Khê (tiếng Trung: 资溪县, Hán Việt: Tư Khê huyện) là một huyện của địa cấp thị Phủ Châu (抚州市), tỉnh Giang Tây, Cộng hòa Nhân dân Trung Hoa. Huyện này có diện tích 1251 km2, dân số năm 2002 là 110.000 người, mã số bưu chính 335300, mã vùng điện thoại 0794. 

## Hành chính
Huyện Tư Khê được chia ra làm 7 đơn vị hành chính cấp hương, bao gồm 5 trấn và 2 hương. 
- Trấn: Hạc Thành (鹤城镇), Mã Đầu Sơn (马头山镇), Cao Phụ (高阜镇), Tung Thị (嵩市镇), Ô Thạch (乌石镇)
- Hương: Cao Điền (高田乡), Thạch Hạp (石峡乡)